# Chromianometria
Chromianometria – dział redoksymetrii, technika analityczna polegająca na miareczkowaniu analizowanej substancji jonami chromianowymi na VI stopniu utlenienia. Wykorzystuje się do tego mianowane roztwory dichromianu potasu (K
2Cr
2O
7).
W reakcji z analizowaną substancją pomarańczowe jony chromianowe pełnią rolę utleniacza i w środowisku kwaśnym redukują się do jonów Cr3+
 o zielonym zabarwieniu. Przykładem może być oznaczanie jonów żelaza(II):
6Fe2+
 + Cr
2O2−
7 + 14H+
 → 6Fe3+
 + 2Cr3+
 + 7H
2O
Do zakwaszania stosuje się kwas siarkowy lub kwas solny. Punkt końcowy ustala się za pomocą wskaźników redoks, np. difenyloaminy lub kwasu difenyloamino-4-sulfonowego, które zmieniają barwę z zielonej na fioletową.
K
2Cr
2O
7 jest słabszym utleniaczem niż KMnO
4, stosowany w manganianometrii, ale jego roztwory mianowane przygotowuje się łatwiej i są one trwałe.